# Sypheotides indicus
Sypheotides indicus là một loài chim trong họ Otididae.
Đây là loài đặc hữu của Tiểu lục địa Ấn Độ, nơi chúng được tìm thấy trên các đồng cỏ cao và được biết đến nhiều nhất với các màn nhảy múa tán tỉnh chim mái vào mùa sinh sản của chim trống trong mùa gió mùa.